# Pris vare Gud, som kärlek är!
Pris vare Gud, som kärlek är! är en lovsång av den engelske biskopen Thomas Ken i Brighstone. Enligt Oscar Lövgren, 1964, antas att den är diktad omkring 1668. Något bevarat tryck före 1692 finns inte. Biskop Ken, som diktade tre psalmer, avslutade dem alla med denna vers: 
Praise God, from whom all blessing flow, 

Praise him, all creatures here below, 

Praise him above, ye heavenly host, 

Praise Father, Son, and Holy Ghost. 

Amen.
Den svenska psalmen består av en översättning av denna fyraradiga avslutningsvers.
Emil Gustafson valde i sin sångbok Hjärtesånger 1895 inget specifikt bibelcitat för denna sång, i motsats till de övriga psalmerna, utan texten står fri från hans utgivarkommentarer. 

## Publicerad i
- Metodistkyrkans psalmbok 1896 som nr 504 under rubriken "Afslutningspsalmer".
- Nya Pilgrimssånger 1892 som nr 619 under rubriken "Slutsånger".
- Hjärtesånger 1895 som nr 260 under rubriken Barnsånger med titeln Lovsången.
- The English Hymnal with Tunes 1933 nr 217, 257 och 267, som sista vers till respektive psalm.